# RIPU
RIPU - Regionale Industri Politiske Udvalg - er et samarbejde mellem Dansk Industri og CO-Industri og de to organisationers fælles stemme i den regionale erhvervspolitik. 
RIPU er funderet i industriens organisationsaftaler, hvoraf det om udvalgene fremgår: 
CO-industris og Dansk Industris industripolitiske udvalg på regionalt plan har til formål at drøfte, beskrive og over for beslutningstagere og myndigheder i regionen at fremføre industriens fælles anbefalinger til forbedrede vækstbetingelser for industrien . Det gælder på alle temaområder, hvor organisationerne kan blive enige om et fælles syn på behovene i regionen, f .eks . vedrørende:
- Uddannelsespolitikken
- Infrastrukturforholdene
- Forvaltningen af miljølovgivningen
- Regionale erhvervspolitiske initiativer
- Skatte- og afgiftspolitik